# São Cosme
São Cosme (llamada oficialmente Gondomar (São Cosme)) era una freguesia portuguesa del municipio de Gondomar, distrito de Oporto.

## Historia
Situada a los pies del Monte Crasto, São Cosme era  una freguesia urbana que dio nombre al municipio del que formaba parte principal.
Fue suprimida el 28 de enero de 2013, en aplicación de una resolución de la Asamblea de la República portuguesa promulgada el 16 de enero de 2013 al unirse con las freguesias de Jovim y Valbom, formando la nueva freguesia de Gondomar (São Cosme), Valbom e Jovim.

## Patrimonio
En el patrimonio de la freguesia destaca la iglesia parroquial de San Cosme y San Damián, construida en estilo barroco en el siglo XVII, en cuyo interior hay importantes retablos de talla dorada. Cabe señalar también la capilla de Monte Crasto y la Quinta da Bouça dos Capuchinhos, finca con casa solariega, capilla y jardines.